# Heung Kong Tower
Der Heung Kong Tower an der Houhai Avenue ist mit 303 Metern und 70 Etagen einer der höchsten Wolkenkratzer in Shenzhen (chinesisch 深圳市, Pinyin Shēnzhèn Shì) werden. Baubeginn war 2009, die Fertigstellung war im Jahr 2014, nachdem bereits 2013 die Endhöhe erreicht wurde.